# Daddy's Little Girls
Pour plus de détails, voir Fiche technique et Distribution.
Daddy's Little Girls est un film américain réalisé par Tyler Perry et sorti en 2007, avec notamment China Anne McClain et ses deux sœurs aînées, Lauryn et Sierra McClain.

## Synopsis
Monty est père de trois filles dont il s'efforce de s'occuper. Sa belle-mère, malade, l'aide tant bien que mal, certaine qu'elles sont mieux avec lui qu´avec Jennifer, leur mère, qui fréquente le dealer qui terrorise l'ensemble du quartier.
Mécanicien, Monty accepte un travail de chauffeur privé pour une avocate, Julia, jeune et belle, mais à l'apparence froide et austère.
Lorsqu'un accident ménager met en danger les filles tandis qu'il est au travail, la garde lui est retirée.
C'est toute l'histoire de son combat pour les récupérer et les éloigner de la violence de la rue et de leur mère. Un combat au cours duquel il recevra une aide inattendue.

## Fiche technique
- Titre original : Daddy's Little Girls
- Titre alternatif : Tyler Perry's Daddy's Little Girls
- Réalisation : Tyler Perry
- Assistant-réalisateur : Roger M. Bobb, Angi Bones, Rhonda Guthrie
- Scénario : Tyler Perry, d'après titre de la source littéraire de [auteur]
- Décors : Rafael Garcia, Lance Totten
- Costumes : Keith G. Lewis
- Photographie : Toyomichi Kurita
- Montage : Maysie Hoy
- Musique : Brian McKnight
- Production : Reuben Cannon, Tyler Perry
- Producteur délégué : Michael Paseornek
- Société(s) de production : Lions Gate Films, The Tyler Perry Company
- Pays d’origine :  États-Unis
- Langue originale : anglais américain
- Format : couleur — 35 mm — 1,85:1 — son Dolby Digital
- Genre : drame, romance
- Durée : 100 minutes
- Dates de sortie :
  - États-Unis : 14 février 2007

## Distribution
Note : Le film a bénéficié d'un redoublage en 2022, représenté ici en italique.
- Gabrielle Union : Julia
- Idris Elba : Monty
- Louis Gossett Jr. (VF : Rody Benghezala) : Willie
- Tasha Smith (VF : Déborah Perret) : Jennifer
- Tracee Ellis Ross : Cynthia
- Malinda Williams (VF : Ingrid Donnadieu) : Maya
- Terri J. Vaughn (VF : Élisabeth Fargeot) : Brenda
- Gary Anthony Sturgis : Joseph (as Gary Sturgis)
- Cassi Davis : Rita
- Sierra McClain : Sierra
- China Anne McClain : China
- Lauryn Alisa McClain : Lauryn
- Juanita Jennings : Katheryn
- Maria Howell : la femme de Christopher
- Rochelle Dewberry : Miss Rochelle
- Craig Robinson : Byron
- Bennet Guillory : le principal
- Brian J. White (VF : Jhos Lican) : Christopher (non crédité)